# João Catarré
João Ricardo Rosa Catarré, mais conhecido como João Catarré (Lisboa, 5 de agosto de 1980), é um ator e modelo português. É conhecido principalmente pelas suas participações em produções televisivas da SIC e TVI. 

## Biografia
Catarré nasceu em Lisboa, no dia 5 de agosto de 1980.
Em 1999, profissionaliza-se como modelo e torna-se estudante universitário de Informática de Gestão (1999-2003 - Universidade Lusófona).
Estreou-se como protagonista numa produção na primeira temporada da telenovela juvenil portuguesa Morangos Com Açúcar (2003/2004), da TVI, interpretando o papel de “Pipo”, passando, assim, a ser um nome de destaque no mundo da televisão. Continuando a integrar elencos de outras novelas, conta também com anúncios publicitários, longas-metragens e outros tipos de programas televisivos. Deu voz a versões portuguesas de personagens animados, como por exemplo o famoso cão super-herói “Bolt”.
Depois do sucesso de Morangos com Açúcar, integra o elenco da telenovela Mundo Meu, na TVI, em 2005.
Estreou-se como apresentador de televisão em 2006, com o programa Destinos.pt, onde dividiu a apresentação com Patrícia Candoso, na RTP1. Na estação pública, fez parte ainda do elenco de Vila Faia, entre 2008 e 2009.
Começou a atuar no teatro em 2007, participando na peça Morangos Com Açúcar: A Peça e em 2016 na produção Loucos Por Amor de António Melo. Ainda em 2007, entra no filme Corrupção, dirigido por João Botelho.
Catarré, como é conhecido entre os amigos, tem ainda aptidão natural para o desporto, tendo integrado a equipa principal de vólei do Sport Lisboa e Benfica, participando também em várias competições de vólei de praia.
Depois de dois anos na RTP, regressa à TVI, em 2008, onde entra no elenco principal de Feitiço de Amor. Seguidamente, protagonizou a telenovela Deixa Que Te Leve, com Mariana Monteiro, em 2009. Em 2010, reforça Espírito Indomável, tendo se seguido mais projetos para o canal, como Remédio Santo (2011), Doida por Ti (2012), Belmonte (2013), A Única Mulher (2015) ou Jogo Duplo (2018).
Em 2012, regressa com a sua personagem "Pipo", para Morangos com Açúcar – O Filme.
Em 2018, é anunciada a contratação do ator pela SIC. No canal do Grupo Impresa, estreia-se com uma participação especial na novela Alma e Coração. Entre 2019 e 2020, interpreta Diogo Bastos, o grande protagonista da novela de sucesso Terra Brava.
Regressa ao cinema, em 2020, com os filmes Terra Nova e Submissão.
Em 2022, protagoniza a telenovela Sangue Oculto (SIC). Esteve afastado durante algum tempo da antena do canal, devido a uma leucemia, que só recuperou em 2024, regressando nesse ano com a novela A Promessa, onde interpretou o protagonista paraplégico, Miguel Fontes Morais.
Depois de sete anos ligado à SIC, em 2025, durante a gala do 32.º aniversário da TVI, é anunciado o regresso do artista à estação.

## Vida pessoal
Catarré foi casado com a atriz Patrícia Candoso entre 2006 e 2009.
Mais tarde, fruto da união com Sandra Santos - atriz, que tal como Catarré entrou em Belmonte, novela da TVI, nasceu Francisca, a 30 de agosto de 2015.
Em agosto de 2023, revelou que estava num relacionamento com a atriz Joana Pais de Brito, os dois conheceram-se na telenovela da SIC, Amor Amor, tendo-se casado no mesmo ano.
No mesmo mês, sofreu uma leucemia, que o levou a ser internado de urgência. Superou a doença oncológica em 2024.

## Filmografia

### Televisão
| Ano         | Projeto                             | Papel                       | Notas                                     | Canal |
| ----------- | ----------------------------------- | --------------------------- | ----------------------------------------- | ----- |
| 1999        | Todo o Tempo do Mundo               | Rapaz no genérico           | Participação especial                     | TVI   |
| 2001        | Nunca Digas Adeus                   | —                           | Participação especial                     | TVI   |
| 2001        | Confiança Cega                      | —                           | Participação especial                     | SIC   |
| 2002        | Amanhecer                           | Soldado                     | Participação especial                     | TVI   |
| 2002        | Anjo Selvagem                       |                             | Participação especial                     | TVI   |
| 2003        | Ana e os Sete                       | Miguel                      | Elenco adicional                          | TVI   |
| 2003 - 2004 | Morangos com Açúcar (1.ª temporada) | Filipe Gomes «Pipo»         | Protagonista                              | TVI   |
| 2004        | Morangos com Açúcar (2.ª série)     | Filipe Gomes «Pipo»         | Participação especial                     | TVI   |
| 2005 - 2006 | Mundo Meu                           | Pedro Moura                 | Elenco principal                          | TVI   |
| 2006 - 2007 | Destinos.pt (1.ª temporada)         | Ele próprio                 | Apresentador, ao lado de Patrícia Candoso | RTP1  |
| 2007 - 2008 | Vila Faia                           | Alberto Camacho             | Elenco principal                          | RTP1  |
| 2008        | Liberdade 21                        | Parceiro de Olavo           | Participação especial                     | RTP1  |
| 2008 - 2009 | Feitiço de Amor                     | Bernardo Reis               | Elenco principal                          | TVI   |
| 2009 - 2010 | Deixa Que Te Leve                   | Pedro Alves                 | Protagonista                              | TVI   |
| 2010 - 2011 | Espírito Indomável                  | João Monteiro Castro        | Co-antagonista                            | TVI   |
| 2011 - 2012 | Remédio Santo                       | Daniel (em jovem)           | Participação                              | TVI   |
| 2011 - 2012 | Remédio Santo                       | Gonçalo Monforte/ Coelho    | Protagonista                              | TVI   |
| 2012        | Morangos com Açúcar - O Filme       | Filipe Gomes «Pipo»         | Elenco principal                          | TVI   |
| 2012 - 2014 | Doida por Ti                        | David Prado Campelo         | Protagonista                              | TVI   |
| 2013 - 2014 | Belmonte                            | José Belmonte               | Co-protagonista                           | TVI   |
| 2015 - 2017 | A Única Mulher                      | Ramiro Neves                | Secundário                                | TVI   |
| 2015 - 2017 | A Única Mulher                      | João Vicente                | Secundário                                | TVI   |
| 2017 - 2018 | Jogo Duplo                          | João Guerra                 | Protagonista                              | TVI   |
| 2018        | Onde Está Elisa?                    | Júlio Morgado               | Elenco principal                          | TVI   |
| 2018 - 2019 | Alma e Coração                      | Jaime                       | Elenco adicional                          | SIC   |
| 2019 - 2021 | Terra Brava                         | Rodrigo Montenegro Bastos   | Protagonista                              | SIC   |
| 2019 - 2021 | Terra Brava                         | Diogo Moreira               | Protagonista                              | SIC   |
| 2021 - 2022 | Amor Amor                           | Luís Fernandes              | Elenco principal                          | SIC   |
| 2021        | A Máscara - Especial Fim de Ano     | Coelho                      | Concorrente                               | SIC   |
| 2022 - 2023 | Sangue Oculto                       | Tiago Carvalho              | Protagonista                              | SIC   |
| 2024 - 2025 | A Promessa                          | Miguel Soares Fontes Morais | Protagonista                              | SIC   |
| 2025 - 2026 | Terra Forte                         | António                     | Protagonista                              | TVI   |

### Cinema
| Ano  | Filme                         | Papel      |
| ---- | ----------------------------- | ---------- |
| 2003 | O Fascínio                    | Oficial    |
| 2007 | Corrupção                     | Fotógrafo  |
| 2009 | Bolt                          | Bolt (voz) |
| 2012 | Morangos com Açúcar – O Filme | Pipo       |

## Teatro
- 2016 - Loucos por Amor de de Sam Shepard; Encenação: António Melo; Local: Sociedade Guilherme Cossoul; Elenco: Orlando Costa, João Catarré; Iolanda Laranjeiro; Frederico Amaral[28]

## Prémios
Troféus de Televisão TV 7 Dias/Impala
| Ano  | Prémio                       | Resultado |
| ---- | ---------------------------- | --------- |
| 2021 | Telenovelas - Ator Principal | Indicado  |